# Chilotherium
Chilotherium é um gênero extinto de rinoceronte.Viveu do Mioceno ao Plioceno, cuja distribuição geográfica foi na Europa e Ásia.